# Srbská ženská basketbalová reprezentace
Srbská ženská basketbalová reprezentace reprezentuje Srbsko v mezinárodních soutěžích v basketbalu.

## Mistrovství světa
| Rok/pořádající země | Účast                           |
| ------------------- | ------------------------------- |
| MS 2006 Brazílie    | Ne                              |
| MS 2010 Česko       | Ne                              |
| MS 2014 Turecko     | 8. místo                        |
| MS 2018 Španělsko   | Ne                              |
| MS 2022 Bulharsko   | 6. místo                        |
| Celkem              | Účast – 2× · – 0× · – 0× · – 0× |

## Mistrovství Evropy
| Rok/pořádající země                   | Účast                            |
| ------------------------------------- | -------------------------------- |
| ME 2005 Turecko                       | 9. místo                         |
| ME 2007 Itálie                        | 11. místo                        |
| ME 2009 Lotyšsko                      | 13. místo                        |
| ME 2011 Polsko                        | Ne                               |
| ME 2013 Francie                       | 4. místo                         |
| ME 2015 Maďarsko, Rumunsko            | Zlatá medaile                    |
| ME 2017 Česko                         | 11. místo                        |
| ME 2019 Srbsko, Lotyšsko              | Bronzová medaile                 |
| ME 2021 Francie, Španělsko            | Zlatá medaile                    |
| ME 2023 Slovinsko, Izrael             | 5. místo                         |
| ME 2025 Česko, Itálie, Německo, Řecko | 13. místo                        |
| Celkem                                | Účast – 10× · – 2× · – 0× · – 1× |

## Olympijské hry
| Rok/pořádající země | Účast                           |
| ------------------- | ------------------------------- |
| Atény 2004          | Ne                              |
| Peking 2008         | Ne                              |
| Londýn 2012         | Ne                              |
| Rio de Janeiro 2016 | Bronzová medaile                |
| Tokio 2020          | 4. místo                        |
| Celkem              | Účast – 2× · – 0× · – 0× · – 1× |